# Доб-при-Шентвиду
Доб-при-Шентвиду (словен. Dob pri Šentvidu) — поселення в общині Іванчна Гориця, Осреднєсловенський регіон, Словенія. Висота над рівнем моря: 309,8 м.